# میشل پاون
میشل پاون (انگلیسی: Michel Pavon؛ زادهٔ ۷ نوامبر ۱۹۶۸) بازیکن فوتبال اهل فرانسه است.
از باشگاه‌هایی که در آن بازی کرده‌است می‌توان به باشگاه فوتبال بوردو، باشگاه ورزشی مون‌پلیه، باشگاه فوتبال رئال بتیس، و باشگاه فوتبال تولوز اشاره کرد.